# 山王山遺跡 (横浜市)
山王山遺跡（さんのうやまいせき）は、横浜市港北区岸根町、篠原町、錦が丘にまたがって所在する縄文時代から古墳時代を中心とする複合遺跡。

## 概要
神奈川県立岸根高等学校の建設に先だって、1981年（昭和56年）から1983年（昭和58年）にかけて行われた発掘調査により、縄文時代早期・前期・中期の遺構や遺物が発見された。また、中心となるのは弥生時代中期から古墳時代前期にかけての集落跡である。出土遺物の一部は岸根高校に展示されている。